# K9: A fenevad
A K9: A fenevad (eredeti cím: Muzzle) 2023-as amerikai akcióthriller, amelyet John Stalberg Jr. rendezett és Carlyle Eubank írt. A főbb szerepekben Aaron Eckhart, Penelope Mitchell, Diego Tinoco, Paul Johansson, Kyle Smithson, Delissa Reynolds és Stephen Lang látható.
2023. szeptember 29-én jelent meg az RLJE Films forgalmazásában. Magyarországon a Mozi+ mutatta be 2023. október 20-án.

## Cselekmény
Miután kutyáját megölik Skid Row-ban, Jake Rosser Los Angeles-i rendőr mélyen beleveti magát a baljós alvilágba, hogy kiderítse az igazságot arról, ki lehet a felelős. Társul egy K-9-es "Zokni" nevű rendőrkutyát választ maga mellé. A páros együttes erővel próbál leleplezni egy hatalmas összeesküvést.

## Szereplők
| Szerep              | Színész           | Magyar hang         |
| ------------------- | ----------------- | ------------------- |
| Jake Rosser         | Aaron Eckhart     | Epres Attila        |
| Mia                 | Penelope Mitchell | Kiss Virág Magdolna |
| Hernandez           | Diego Tinoco      | Dányi Krisztián     |
| Leland              | Stephen Lang      | Rosta Sándor        |
| Ramos nyomozó       | Delissa Reynolds  | Kocsis Mariann      |
| O'Keefe rendőrtiszt | Kyle Smithson     | Dózsa Zoltán        |
| Aldo Damon          | Grainger Hines    | Varga T. József     |
| Freeman kapitány    | Nick Searcy       | Barbinek Péter      |
| Reed rendőrtiszt    | Paul Johansson    | Bácskai János       |
| Santiago Perez      | Hemky Madera      | Faragó András       |

### Magyar változat
- Főcím: Korbuly Péter
- Magyar szöveg: Borsos Dávid
- Hangmérnök és vágó: Patkovics Péter
- Gyártásvezető: Farkas Márta
- Szinkronrendező: Joó Gábor
- Produkciós vezető: Horján Annamária

A szinkront a Direct Dub Studios készítette el.

## A film készítése
A forgatásra a Kentucky állambeli Louisville-ben került sor 2022 augusztusában.

### Fogadtatás
A Rotten Tomatoes-on 94%-os pozitív értékelést kapott.
Sheila O'Malley a RogerEbert.com-tól másfél csillagot adott a filmnek.

## Fordítás
- Ez a szócikk részben vagy egészben  a   Muzzle (film) című angol Wikipédia-szócikk fordításán alapul.  Az eredeti cikk szerkesztőit annak laptörténete sorolja fel. Ez a jelzés csupán a megfogalmazás eredetét és a szerzői jogokat jelzi, nem szolgál a cikkben szereplő információk forrásmegjelöléseként.